# Bulandshahr (Distrikt)
Der Distrikt Bulandshahr (Hindi बुलन्दशहर जिला, Urdu ضلع بلندشہر) ist ein Distrikt im nordindischen Bundesstaat Uttar Pradesh und Teil der National Capital Region. Sitz der Verwaltung ist die Stadt Bulandshahr. Der Distrikt gehört zur weiteren Metropolregion von Delhi.

## Geographie und Klima
Der Distrikt liegt im Doab, der Region zwischen den Oberläufen der beiden großen Flüsse Ganges und Yamuna. Der Ganges bildet die östliche Begrenzung des Distrikts. Neben dem Ganges gibt es einige kleinere Fließgewässer, die größtenteils parallel zum Ganges verlaufen. Topographisch entspricht der Distrikt einer flachen Schwemmlandebene mit nur geringen Höhenunterschieden.
Das Klima ist durch einen kalten Winter, heißen Sommer und allgemeine Trockenheit mit Ausnahme der Zeit des Südwestmonsuns gekennzeichnet. Vier Jahreszeiten werden unterschieden: die kalte Jahreszeit von Mitte November bis Februar, die heiße Jahreszeit von März bis zur ersten Juniwoche, die Regenzeit des Südwestmonsuns bis zur dritten Septemberwoche und die Zeit des sich zurückziehenden Monsuns bis Mitte November. Im Januar werden Minimal- und Maximaltemperaturen von 5 °C bzw. 21 °C erreicht und im Mai und Juni können die Temperaturen bis auf 46 °C steigen. Im Sommer treten gelegentlich Staubstürme (Andhi) auf. 90 % des Jahresniederschlags von etwa 700 mm fallen in der Regenzeit. Im Jahr 2011 waren 7795 ha (ca. 2 %) der Distriktfläche von Wald bedeckt.

## Geschichte
Ein kleinerer Teil des späteren Distrikts wurde mit dem Vertrag vom 14. November 1801 von Saadat Ali Khan II., dem Nawab von Awadh (Oudh) an die Britische Ostindien-Kompanie abgetreten und der größere Teil kam im Zweiten Marathenkrieg unter britische Herrschaft. 1823/24 wurde der Distrikt Bulandshahr gebildet. Nach verschiedenen administrativen Reorganisationen blieben die Distriktgrenzen ab 1859 unverändert. Der Distrikt gehörte zunächst zu den Ceded and Conquered Provinces und kam danach zu den North-Western Provinces and Oudh. Diese wurden 1902 zu den United Provinces of Agra and Oudh reorganisiert und 1935 in United Provinces umbenannt, woraus nach der Unabhängigkeit Indiens der Bundesstaat Uttar Pradesh entstand.
Am 14. November 1976 wurde aus Teilen des Distrikts Bulandshar und des Distrikts Meerut der neue Distrikt Ghaziabad gebildet und am 6. September 1997 der neue Distrikt Gautam Buddha Nagar aus Teilen von Bulandshar und Ghaziabad.

## Bevölkerung
Die Einwohnerzahl lag bei der Volkszählung 2011 bei 3.499.171. Die Bevölkerungswachstumsrate im Zeitraum von 2001 bis 2011 betrug 20,12 %. Bulandshahr hatte ein Geschlechterverhältnis von 889 Frauen pro 1000 Männer und eine Alphabetisierungsrate von 68,88 %, eine Steigerung um fast neun Prozentpunkte gegenüber dem Jahr 2001. Etwa 77 % der Bevölkerung waren Hindus und ca. 22 % Muslime.
Die Urbanisierungsrate des Distrikts lag bei 24,8 %. Die größten Städte waren Bulandshahr mit 222.519 Einwohnern und Khurja mit 111.062 Einwohnern.

## Wirtschaft
Die Landwirtschaft ist der wichtigste Wirtschaftszweig. Der größte Teil des Lands wird von Kleinbauern bewirtschaftet. Im Jahr 2010/11 bewirtschafteten 86 % der bäuerlichen Betriebe 2 ha oder weniger Landfläche und damit 53,4 % der Fläche. Aufgrund der Trockenheit außerhalb der Regenzeit haben Bewässerungssysteme, vor allem durch Kanäle (75 %), eine große Bedeutung. Im Jahr 2010/11 wurden 3003,49 km² für den Ackerbau genutzt und in mehr als 2/3 der Fälle mehr als eine Ernte pro Jahr eingeholt. Die hauptsächlichen Kharif-Feldfrüchte sind Reis, Mais, Hirse, Hülsenfrüchte (arhar – Straucherbsen, moong – Mungbohnen etc.), Zuckerrohr und Futtermittel, und die hauptsächlichen Rabi-Feldfrüchte sind Weizen, Gerste, Erbsen, Kichererbsen, Kartoffeln, Futtermittel und Süßkartoffeln. Weideland gibt es kaum.
Am 25. Oktober 2016 gab die Distriktverwaltung ihre Absicht bekannt, künftig den organischen Landbau und die Diversifizierung der Landwirtschaft zu fördern. Außerdem wurde nochmals das Verbot des Abbrennens abgeernteter Felder bekräftigt, das unter anderem wesentlich für die Luftverschmutzung im Großraum Delhi verantwortlich gemacht wird.
Es gibt einige örtliche Industriebetriebe (besonders bekannt die keramische Industrie in Khurja; Verarbeitung landwirtschaftlicher Produkte, Textil-, chemische und pharmazeutische Betriebe).
Im Distrikt befindet sich das 1991/1992 in Betrieb gegangenen Kernkraftwerk Narora.